# Banloc
Banloc là một xã thuộc hạt Timiș, România. Dân số thời điểm năm 2002 là 4545 người.